# Sam Shepard
Samuel Shepard Rogers III (ur. 5 listopada 1943 w Fort Sheridan, zm. 27 lipca 2017 w Midway) – amerykański dramaturg, scenarzysta, eseista i aktor teatralny i filmowy. Laureat Nagrody Pulitzera za sztukę Buried Child (1979). Najbardziej znane filmy, do których napisał scenariusz, to: Zabriskie Point (reż. Michelangelo Antonioni 1970) i Paryż, Teksas (reż. Wim Wenders 1984). Jako aktor najbardziej znany z ról w filmach Niebiańskie dni i Raport Pelikana. Był autorem 44 sztuk teatralnych.

## Życiorys

### Wczesne lata
Urodził się w Fort Sheridan w stanie Illinois jako syn oficera wojskowego i farmera Samuela Sheparda Rogersa VI (1917–1984) i Jane Elaine (z domu Schook) Rogers, nauczycielki pochodzącej z Chicago. Miał pochodzenie angielskie, szkockie i irlandzkie. Jego ojciec służył w United States Army Air Forces jako pilot bombowca podczas II wojny światowej. Miał dwie siostry: Sandy i Roxanne.
Jako nastolatek pracował na ranczo, a po ukończeniu szkoły średniej Duarte High School w Duarte w Kalifornii w 1961 roku, studiował rolnictwo w Mount San Antonio College, gdzie zafascynowała go twórczość Samuela Becketta, jazz i ekspresjonizm abstrakcyjny.

### Kariera
W 1961 przyłączył się do objazdowej grupy aktorskiej Bishop’s Company Repertory Players. Używał wówczas pseudonimu Steve Rogers. Pracował także jako dramaturg w Magic Theatre w San Francisco. W 1962, w wieku dziewiętnastu lat przeniósł się do Nowego Jorku. Porzucił studia, w 1963 roku dorabiał jako boy hotelowy w barze w Greenwich Village. Pracował jako kelner w klubie jazzowym w Village Gate, cały czas rozwijając swe teatralne zainteresowania. W 1964 przez Theatre Genesis Off-off-Broadway w Kościele św. Marka w Bowery pokazana została jego pierwsza jednoaktowa, autobiograficzna sztuka Cowboys, o której bardzo przychylnie pisał The Village Voice. Shepard współpracował wówczas z wieloma eksperymentalnymi grupami teatralnymi jak: La Mama, Cafe Cino, Open Theatre czy American Place Theatre. Grał na perkusji w Holy Modal Rounders. Zdobył trzy Obie Award w 1966 – Chicago, Icarus's Mother i Red Cross, a także odebrał Obie Award w 1967 roku za La Turista. Pod koniec lat sześćdziesiątych dostał grant Fundacji Rockefellera i Guggenheima.
Jego scenariusz został wykorzystany w filmach: Ja i mój brat (Me and My Brother, 1968) Roberta Franka z tekstami Allena Ginsberga i Petera Orlovsky’ego oraz Zabriskie Point (1970) Michelangela Antonioniego. Szkice Sheparda przyczyniły się też do sukcesu kontrowersyjnej rewii Kennetha Tynana Oh! Calcutta! (1969) na Broadwayu.
W 1975 podczas tournée Rolling Thunder Revue jako scenarzysta filmu, który dokumentował podróż i koncerty, towarzyszył również Bobowi Dylanowi, grał również na perkusji i występował też z T-Bone Burnettem.
W 1979 roku otrzymał Nagrodę Pulitzera za sztukę Buried Child (1979) z Mary McDonnell, a w 1986 został wyróżniony nagrodą Drama Desk za A Lie of the Mind z udziałem Harveya Keitela i Amandy Plummer.
Wim Wenders wykorzystał jego scenariusz do dwóch filmów – Paryż, Teksas (Paris, Texas, 1984) z udziałem Harry'ego Deana Stantona i Nie wracaj w te strony (Don't Come Knocking, 2005) z Samem Shepardem i Jessicą Lange, a Robert Altman do swojego dramatu Chora miłość (Fool for Love, 1985) z Samem Shepardem i Kim Basinger.
Sam Shepard zadebiutował jako aktor w Brand X (1970) z Sally Kirkland i Abbie Hoffman. Zwrócił na siebie uwagę w roli tajemniczego farmera zauroczonego Brooke Adams w dramacie Terrence'a Malicka Niebiańskie dni (Days of Heaven, 1978) u boku Richarda Gere’a. Zebrał dobre recenzje jako Cal Carpenter w filmie fantasy Daniela Petriego Zmartwychwstanie (1980) z Ellen Burstyn. Za kreację astronauty Chucka Yeagera w filmie przygodowym Philipa Kaufmana Pierwszy krok w kosmos (The Right Stuff, 1983) wg książki Toma Wolfe’a był nominowany do Oscara dla najlepszego aktora drugoplanowego. Jako Dashiell Hammett w dramacie telewizyjnym Kathy Bates Dash i Lilly (Dash and Lilly, 1999) zdobył nominację do Złotego Globu i Emmy. Wystąpił też w dramacie wojennym Ridleya Scotta Helikopter w ogniu (Black Hawk Down, 2001) jako generał William F. Garrison u boku Ewana McGregora oraz melodramacie Nicka Cassavetesa Pamiętnik (The Notebook, 2004) w roli Franka Calhouna, oddanego ojca Ryana Goslinga. Za rolę Toma Blankenshipa w dramacie Uciekinier (Mud, 2012) z Matthew McConaugheyem otrzymał Independent Spirit Robert Altman Award.

### Życie prywatne
Cierpiał na aerofobię. W okresie wojny wietnamskiej był uzależniony od heroiny.
9 listopada 1969 ożenił się z O-Lan Jones, z którą miał syna Jesse'ego Mojo (ur. 1970). Jednak w roku 1984 doszło do rozwodu. W latach 1970–1971 był związany z wokalistką Patti Smith. Na planie filmu biograficznego Frances (1982), gdzie grał reportera Harry'ego Yorka, poznał aktorkę Jessicę Lange, z którą był związany w latach 1982–2009 i miał dwoje dzieci: córkę Hannah Jane (ur. 1985) i syna Samuela Walkera (ur. 14 czerwca 1987).
Zmarł 27 lipca 2017 we własnym domu w Kentucky na skutek komplikacji wywołanych przez stwardnienie zanikowe boczne. Miał 73 lata.

## Sztuki jego autorstwa
- 1964: Cowboys
- 1964: The Rock Garden
- 1965: Chicago
- 1965: Icarus's Mother
- 1965: 4-H Club
- 1966: Red Cross
- 1967: La Turista
- 1967: Cowboys #2
- 1967: Forensic & the Navigators
- 1969: The Unseen Hand
- 1969: Oh! Calcutta!
- 1970: The Holy Ghostly
- 1970: Operation Sidewinder
- 1971: Mad Dog Blues
- 1971: Back Bog Beast Bait
- 1971: Cowboy Mouth
- 1972: The Tooth of Crime
- 1975: Action
- 1978: Curse of the Starving Class
- 1978: Tongues
- 1977: Buried Child
- 1980: True West
- 1981: Savage/Love
- 1983: Fool for Love
- 1985: A Lie of the Mind
- 1993: Simpatico
- 1995: Buried Child Revised
- 1998: Eyes for Consuela
- 2000: The Late Henry Moss
- 2004: The God of Hell

## Wybrana filmografia
- Niebiańskie dni (1978)
- Zmartwychwstanie (1980)
- Frances (1982)
- Paryż, Teksas (1984)
- Zbrodnie serca (Crimes of the Heart 1986)
- Baby Boom (Baby Boom 1987)
- Stalowe magnolie (Steel Magnolias 1989)
- Raport Pelikana (The Pelican Brief 1993)
- Przedsionek piekła (Purgatory 1999)
- Hamlet (Hamlet 2000)
- Helikopter w ogniu (Black Hawk Down 2001)
- Kod dostępu (Swordfish 2001)
- Obietnica (The Pledge, 2001)
- Ukryta tożsamość (Blind Horizon, 2003)
- Pamiętnik (The Notebook, 2004)
- Niewidzialny (Stealth, 2005)
- SexiPistols (Bandidas, 2006)
- Powracający koszmar (2006)
- Zabójstwo Jesse’ego Jamesa przez tchórzliwego Roberta Forda (2007)
- Skazaniec (2008)
- Przypadkowy mąż (2008)
- Bracia (2009)
- Inhale (2010)
- Blackthorn (2011)
- Uciekinier (Mud, 2012)
- Chłód w lipcu (Cold in July, 2014)